# 瓦尔河畔维拉尔
瓦尔河畔维拉尔（法語：Villars-sur-Var，法語發音：[vilaʁ syʁ vaʁ]）是法国滨海阿尔卑斯省的一个市镇，位于该省东部，瓦尔河畔，属于尼斯区。

## 地理
瓦尔河畔维拉尔（43°56'14"N, 7°5'50"E）面积25.27 平方千米，位于法国普罗旺斯-阿尔卑斯-蓝色海岸大区滨海阿尔卑斯省，该省份为法国东南部沿海省份，南濒地中海，西南至瓦尔省，西北接上普罗旺斯阿尔卑斯省，北部和东部与意大利接壤。
与瓦尔河畔维拉尔接壤的市镇（或旧市镇、城区）包括：阿斯克罗斯、伊隆斯、马洛塞讷、马苏万、皮埃尔弗、蒂耶里、瓦尔河畔图埃。
瓦尔河畔维拉尔的时区为UTC+01:00、UTC+02:00（夏令时）。

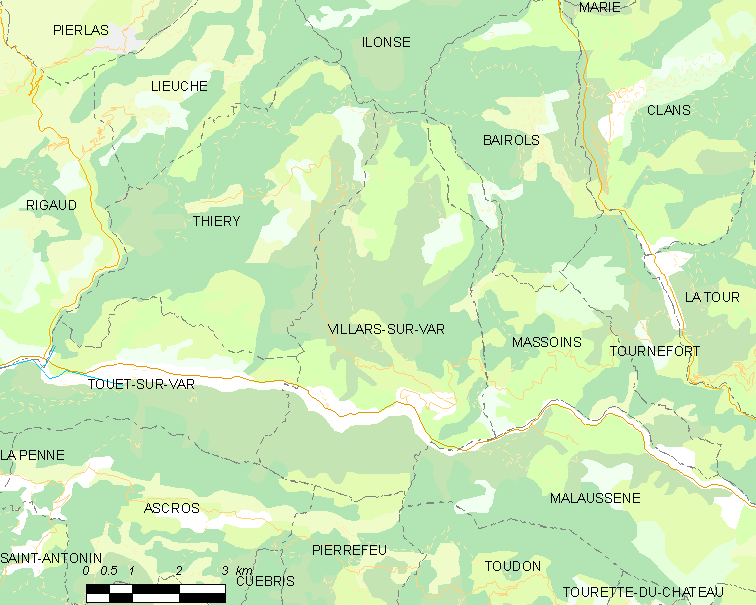
瓦尔河畔维拉尔的OSM定位图

## 行政
瓦尔河畔维拉尔的邮政编码为06710，INSEE市镇编码为06158。

## 政治
瓦尔河畔维拉尔所属的省级选区为旺斯县。

## 交通
滨海阿尔卑斯省省道D226线和D6202线在境内交汇。瓦尔河畔维拉尔站是尼斯—迪涅窄轨铁路线上的一个车站。

## 人口

1962-2008年间瓦尔河畔维拉尔人口变化图示

瓦尔河畔维拉尔于2022年1月1日时的人口数量为783人。